# Факультет фізики та астрономії Вроцлавського університету
51°06′59″ пн. ш. 17°01′40″ сх. д. / 51.11639° пн. ш. 17.02778° сх. д.
Факультет фізики та астрономії Вроцлавського університету - один з 10 факультетів Вроцлавського університету, заснований у 1996 році в результаті реорганізації факультету математики та фізики та поділу його на цей факультет та факультет математики та інформатики Вроцлавського університету. Факультет навчає студентів за трьома основними напрямами на денній формі навчання.
У складі факультету діють 3 інститути. Нині в ньому працює 120 науково-педагогічних працівників (з них 21 професор і 64 габілітованих доктора).
Станом на 2011 рік на факультеті навчається 396 студентів (у тому числі 58 з астрономії, 238 з фізики та 100 з технічної фізики) та 51 аспірант, які навчаються в аспірантурі факультету.

## Історія
До 1995 року у Вроцлавському університеті діяв факультет математики, фізики та хімії. У 1995 році він був розділений на два науково-педагогічні підрозділи: хімічний факультет і факультет математики та фізики. Останній включав такі напрями, як астрономія, математика, фізика та інформатика.
Остання реорганізація факультету відбулася в 1996 році. Тоді факультет математики та інформатики було відокремлено та створено новий факультет фізики та астрономії, до складу якого наразі входять Астрономічний інститут, Інститут експериментальної фізики та Інститут теоретичної фізики.

### Декани
Факультет математики, фізики та хімії:
- 1945–1947: Гуго Штейнгауз, математик
- 1947–1950: Еугеніуш Рибка, астроном
- 1950–1951: Влодзімєж Тшебятовський[pl], хімік
- 1951–1953: Євгеніуш Рибка, астроном
- 1953–1955: Влодзімєж Слупецький
- 1955–1956: Антоній Опольський, астрофізик
- 1956–1957: Джуліан Перкал|pl|Julian Perkal}}, математик
- 1957–1962: Богуслава Єжовська-Тшебятовська, фізико-хімік
- 1963–1964: Ян Лопушанський[pl], фізик-теоретичк
- 1964–1966: Чеслав Рилл-Нардзевський[pl], математик
- 1966–1968: Ян Ржевуський[pl], фізик
- 1969–1971: Збігнєв Сидорський
- 1971–1975: Люціан Собчик[pl], фізико-хімік
- 1975–1980: Станіслав Вайда[pl], хімік (ядерна хімія)
- 1981–1984: Ян Мозжимас[pl], фізик-теоретик
- 1984–1986: Роман Дуда[pl], математик (топологія)
- 1986–1990: Владислав Наркевич[pl], математик (алгебра)
- 1990–1996: Анджей Пекальський[pl], фізик (теорія фазових переходів)

Факультет фізики та астрономії:
- 1996–2002: Стефан Мруз[pl], фізик (фізика твердого тіла)
- 2002–2008: Генрік Цугір[pl], астрофізик
- 2008–2012: Роберт Олькевич[pl], фізик (математичні методи фізики)
- 2012–2020: Антоні Цішевський[pl], фізик-експериментатор
- з 2020: Міхал Томчак, геліофізик

## Сфери навчання
Факультет пропонує навчання в ліценціаті і магістратурі (другий цикл) навчання за трьома напрямами навчання:
- астрономія,
- фізика (спеціалізації еконофізика, експериментальна фізика, комп'ютерна фізика, медична фізика, викладання фізики, викладання математики та фізики, фізика нових матеріалів, теоретична фізика, інформаційні технології, моделювання біологічних систем),
- технічна фізика (спеціалізації дозиметрія та радіаційний захист, прикладна фізика твердого тіла, медична фізика).

На факультеті діє аспірантура з фізики та астрономії. Факультет уповноважений присуджувати вчені ступені доктора філософії і габілітованого доктора за напрямами фізика та астрономія.

## Структура

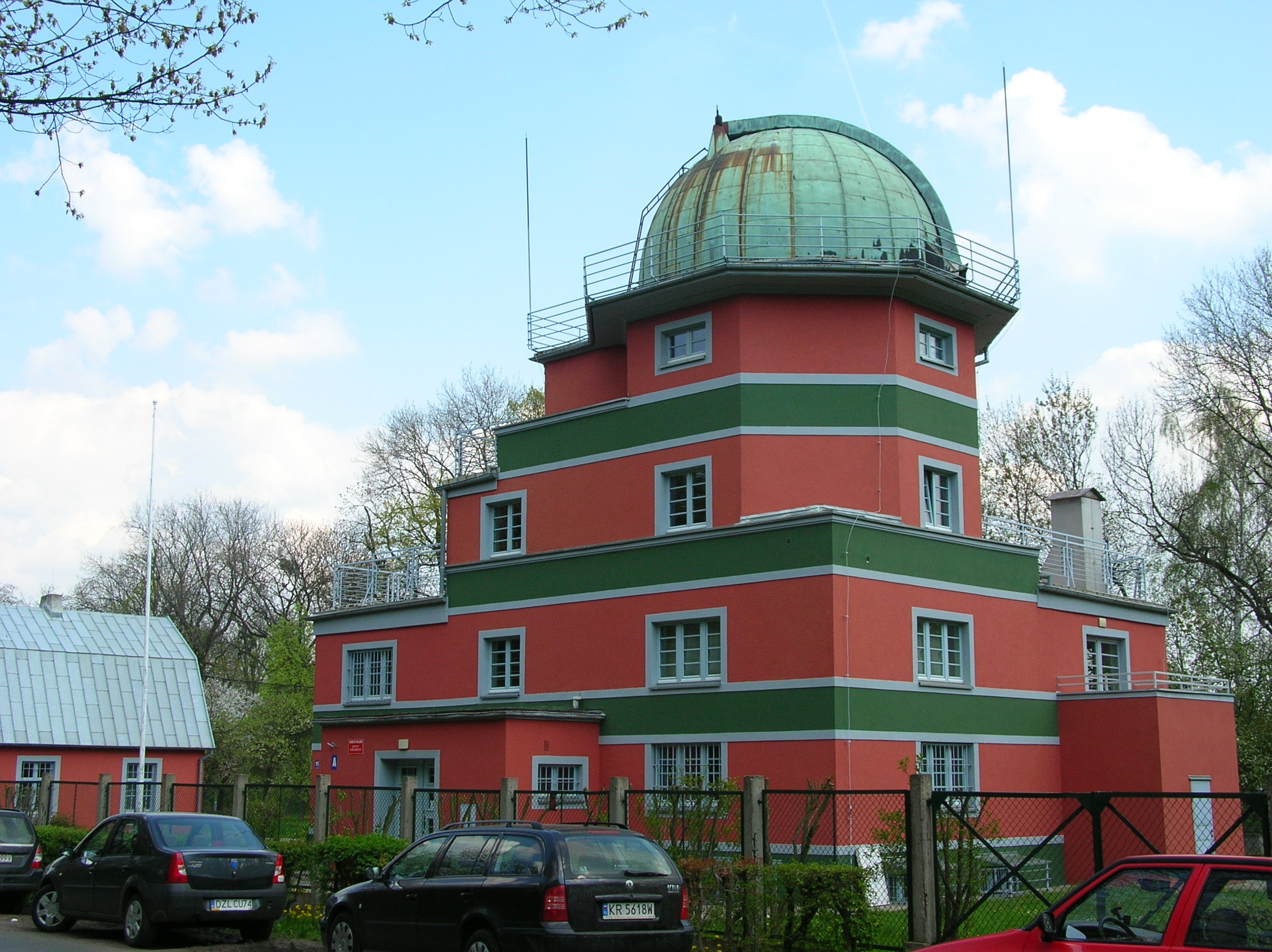
Астрономічний інститут

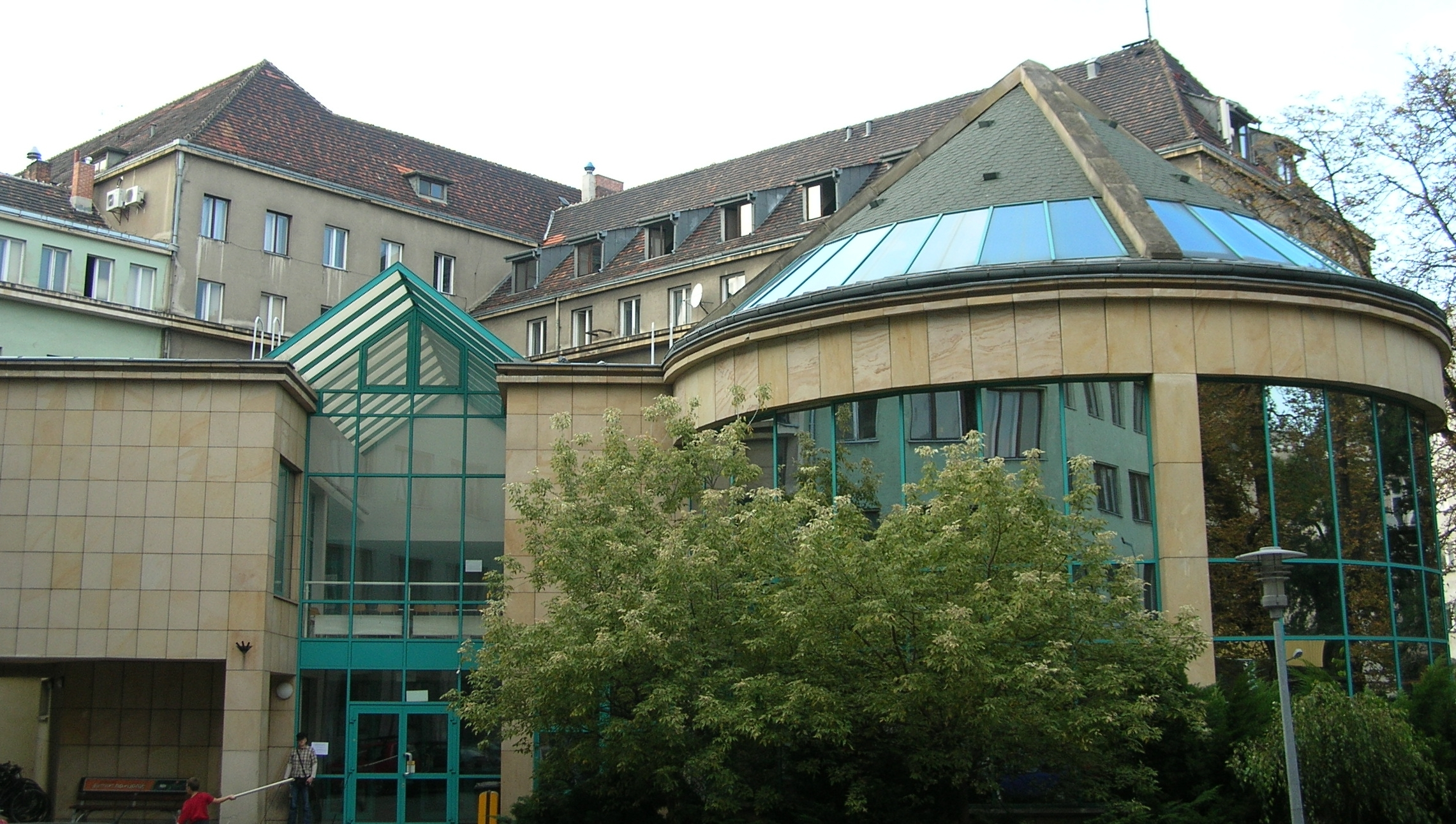
Бібліотека, та

- Астрономічний інститут Вроцлавського університету поділяється на 2 кафедри та обсерваторію:
  - Кафедра астрофізики та класичної астрономії
  - Кафедра геліофізики та космічних досліджень
  - Обсерваторія

- Інститут експериментальної фізики Вроцлавського університету[pl] поділяється на 9 кафедр:
  - Кафедра емісійної електроніки
  - Кафедра фізики діелектрика
  - Кафедра мікроструктури поверхні
  - Кафедра моделювання матеріалів і поверхневих процесів
  - Кафедра навчання фізики
  - Кафедра електронної спектроскопії
  - Кафедра теорії поверхні
  - Кафедра медичної фізики та застосувань ядерної фізики

- Інститут теоретичної фізики Вроцлавського університету[pl] поділяється на 7 кафедр:
  - Кафедра нелінійної динаміки та складних систем
  - Кафедра фізики нейтрино
  - Кафедра математичних методів фізики
  - Кафедра теорії елементарних частинок
  - Кафедра теорії конденсованих систем і статистичної фізики
  - Кафедра теорії фундаментальних взаємодій і квантової гравітації
  - Кафедра теорії поля

- Інші підрозділи, що також входять до складу факультету:
  - Астрономічна обсерваторія Астрономічного інституту Вроцлавського університету
  - Кафедра міждисциплінарних досліджень ЮНЕСКО при Інституті теоретичної фізики[pl]
  - Кафедра впровадження науково-технічних досягнень "WRO-FIZ" при Інституті експериментальної фізики[pl]
  - Бібліотека фізико-астрономічного факультету